# Karl Singer (Mathematiker)
Karl Singer (* 5. September 1940 in Cozmeni, Kreis Harghita, Königreich Rumänien; † 9. Mai 2015 in Timișoara, Rumänien) war Mathematiker, Hochschullehrer an der West-Universität Timișoara, Gründungsmitglied und Vorsitzender des Demokratischen Forums der Deutschen im Banat, stellvertretender Vorsitzender des Demokratischen Forums der Deutschen in Rumänien und Träger des Bundesverdienstkreuzes der Bundesrepublik Deutschland.

## Leben und Wirken
Karl Singer wurde als ältestes von vier Kindern in Cozmeni, im Kreis Harghita geboren. 
Im Alter von sieben Jahren kehrte seine Familie ins Banat zurück. In Bacova, Kreis Timiș, dem Heimatort seines Vaters, besuchte er von 1947 bis 1954 die Grundschule. Danach absolvierte er bis 1958 die Deutsche Pädagogische Lehranstalt in Timișoara. Danach war er bis 1963 als Deutschlehrer an der Mittelschule in Oravița tätig. Von 1963 bis 1968 studierte er Wirtschaftskybernetik an der Wirtschaftsakademie Bukarest. Zwischen 1968 und 1970 war Singer als Forscher am Zentrum für Wirtschaftskybernetik Bukarest aktiv. Von 1970 bis 1975 studierte er Mathematik und theoretische Physik an der West-Universität Timișoara. 1989 promovierte er im Bereich angewandte Mathematik mit dem Thema „Simulationsmodelle für Wirtschaftsentwicklung“. Zwischen 1970 und 1998 unterrichtete er an der Wirtschaftsfakultät der Universität in Timișoara, wo er zwei Jahre lang auch das Amt des Prodekans innehatte. Im Oktober 1998 setzte er sich zur Ruhe.

## Ehrenamt
Nach der politischen Wende von 1989 war Karl Singer Gründungsmitglied des Demokratischen Forums der Deutschen im Banat und 25 Jahre lang dessen Vorsitzender. Gleichzeitig war er stellvertretender Vorsitzender des Demokratischen Forums der Deutschen in Rumänien. 
In dieser ehrenamtlichen Funktion setzte er sich für die Belange der deutschen Minderheit in Rumänien ein; die Bewahrung der Kulturtradition, das Fortbestehen der deutschsprachigen Schulen, das Fördern der Jugend, die Unterstützung der Kulturinstitutionen zur Pflege der deutschen Muttersprache und die Förderung der Identität der Deutschen im Banat. Sein Engagement galt zudem der Sozialfürsorge sowie der Gründung und dem Gedeihen der Sozialeinrichtungen im Banat. Karl Singer leistete wirtschaftsfördernde Arbeit im Aufsichtsrat des Banatia-Vereins und war Mitglied der Stefan-Jäger-Stiftung. Er war ein geschätzter Gesprächspartner für Politik und Verwaltung im Banat, in Rumänien und der Bundesrepublik Deutschland.

## Publikationen
Während seiner beruflichen Tätigkeit war er als Koautor an der Herausgabe von Fachbüchern beteiligt:
- „Operationale Forschungen mit Anwendungen in der Wirtschaft“, 1967
- „In der Wirtschaft angewandte Mathematik“, 1968
- Studien im Bereich der Stochastik und Statistik (1975–1985)
- Operationale Forschungen mit Anwendung in der Wirtschaft

## Auszeichnungen
- Verdienstkreuz am Bande des Verdienstordens der Bundesrepublik Deutschland (11. Dezember 2010) für seinen Einsatz für die Belange der deutschen Minderheit im Banat und in Rumänien sowie für die Brückenfunktion zwischen der deutschen Minderheit in Rumänien und Deutschland
- Ehrenmedaille 25 Jahre Demokratisches Forum der Deutschen in Rumänien (9. März 2015)
- Abzeichen in Gold des Banatia-Vereins Timișoara
- Alexander-Tietz-Preis des Deutschen Forums der Banater Berglanddeutschen Reschitza